# Mohammed bin Salman
Mohammed bin Salman (arabiska: محمد بن سلمان بن عبد العزيز آل سعود), känd även under initialerna MBS, född 31 augusti 1985 i Jidda, är kronprins av Saudiarabien och landets premiärminister. Han är även chef för kungliga hovet, och har tidigare varit försvarsminister.

## Biografi
Han är åttonde sonen till kung Salman bin Abdul Aziz i hans tredje gifte med Fahda bint Falah bin Sultan. Han har en kandidatexamen i juridik från Kung Saud-universitetet. Han har tidigare arbetat inom den privata sektorn, med fastighetsaffärer och bland annat som konsult för Expertkommissionen i den saudiska regeringen.
I samband med att fadern blev kung utsågs Mohammed bin Salman till försvarsminister och vice kronprins. Varför just han, och inte någon av de äldre bröderna, utsågs till tronföljare är oklart. Han fick sedan i snabb följd ytterligare ansvarsfulla poster: biträdande premiärminister och styrelseordförande för den statliga investeringsfond som bestämmer hur Saudiarabiens stora oljeinkomster ska fördelas. Han utsågs till chef för rådet för ekonomi- och utvecklingsfrågor i april 2015. Som försvarsminister inledde Mohammed bin Salman med att leda Saudiarabien i krig i inbördeskonflikten i grannlandet Jemen, på regeringssidan. I mars 2015, två månader efter att han tillträtt som försvarsminister, anföll saudiska F16-plan Sanaa. En annan uppmärksammad politisk handling som Mohammad bin Salman genomfört är Vision 2030 vilket är en nationell handlingsplan som på mindre än två decennier förväntas befria Saudiarabien från landets ensidiga oljeberoende.
Han har gjort sig känd för sina försök att modernisera Saudiarabien och uppskattas av de yngre generationerna saudier för sin reformvänliga syn på landets hårt hållna traditioner. Han har bland annat begränsat befogenheterna för mutawwa, den religiösa polisen. Han har godkänt att kvinnor kan besöka sportevenemang och gett klartecken till konserter med utländska rock- och popartister. Biografer, som varit stängda i årtionden, har åter kunnat öppna under Mohammed bin Salmans styre.
Han har med tiden kommit att beskrivas som den verkliga makthavaren bakom sin far, kung Salman som sägs ha drabbats av Alzheimers sjukdom.  I juni 2017 utsågs Mohammed bin Salman till kronprins. Kung Salman fråntog därmed dåvarande kronprins Muhammed bin Nayef alla hans uppdrag, såväl kronprinstiteln som säkerhetsportföljen. Alla dessa befogenheter övertogs av hans yngre kusin bin Salman. bin Nayef har sedan försvunnit helt från offentligheten och uppges sitta i husarrest.
År 2022 utsågs Mohammed bin Salman även till Saudiarabiens premiärminister.

### Privatliv
Sedan 2008 är han gift med prinsessan Sarah bint Mashhoor, tillsammans har de fyra barn.
Han har uppmärksammats för sina vidlyftiga köpvanor, år 2017 köpte han Leonardo da Vincis Jesusmålning Salvator Mundi för 4,1 miljarder kronor – världens dittills högst värderade tavla. Han äger även ett franskt 1700-talsslott nära Versailles som kallats för ”världens dyraste privathem” av tidskriften Fortune. Till slottet hör bland annat 57 tunnland mark och en vallgrav med ett gigantiskt inbyggt akvarium. bin Salman äger även lyxyachten Serene som han köpte från den ryske affärsmannen Jurij Sjefler för fem miljarder kronor år 2015.

## Politiska förändringar
Han har lett flera reformer, vilket innehåller bestämmelser som begränsar den religiösa polisens befogenheter och avskaffandet av förbudet mot kvinnliga förare. Ytterligare kulturella utvecklingar under hans regeringstid inkluderar de första saudiska offentliga konserterna av en kvinnlig sångare, den första saudiska idrottsarenan som släpper in kvinnor och en ökad närvaro av kvinnor i arbetskraften.
Han har anklagats för att riskera instabilitet i Mellanöstern genom hans frihetsberövande av människorättsaktivister, intervention i Jemen, eskalering av Saudiarabiens diplomatiska kris med Qatar och början av den diplomatiska krisen med Libanon, liksom hans arresteringar av näringslivstoppar och medlemmar av den saudiska kungafamiljen i november 2017. Hans föreslagna Saudi Vision 2030 innefattar ekonomiska, sociala och religiösa förändringar och planerar att lista aktier av den eftertraktade, statligt ägda oljebolag Aramco. Trots utlovade reformer, har arresteringar och förföljelserna av människorättsaktivister stigit under Mohammad bin Salman. Amnesty International och Human Rights Watch fortsätter att kritisera den saudiska regeringen för dess kränkningar av de mänskliga rättigheterna.
Under 2018 uttryckte han sitt stöd för ett judiskt hemland. Saudiarabien erkänner dock inte staten Israel. Detta var första gången som en högre saudiarabisk kunglig person uttryckt sådan uppfattning offentligt.
I samband med mordet på journalisten Jamal Khashoggi i oktober 2018 väcktes frågor kring Mohammed bin Salmans inblandning. Tiden efter Khashoggis försvinnande ändrade kronprinsen sin historia flera gånger och han mötte kraftig internationell kritik.